# Ортега Кано, Хосе
Хосе́ Мари́я Орте́га Ка́но (исп. José María Ortega Cano; род. 27 декабря 1953, Картахена) — испанский тореадор.
Дебют Ортега Кано состоялся в 1973 году на арене Мадрида и одержал многочисленные победы в 1986 году. В 1995 году оставил карьеру, но вновь без особого успеха вернулся на арену в 2001 году. В 2004 году окончательно оставил карьеру, чтобы ухаживать за больной раком супругой Росио Хурадо.
29 мая 2011 года Ортега Кано оказался виновником ДТП, в результате которого другой водитель лишился жизни, а он сам получил тяжелые травмы. В апреле 2013 году Ортега Кано был приговорён севильским судом к двум годам, шести месяцам и одному дню тюремного заключения. Адвокатом Ортеги Кано была подана апелляция, по которой в январе 2014 года Ортега Кано было отказано в пересмотре приговора, и 23 апреля 2014 года Ортега Кано добровольно явился отбывать срок заключения в исправительное учреждение в Сарагосе.
Ортега Кано был женат на певице Росио Хурадо. Супруги усыновили двоих детей из Колумбии.